# Daniel Ocón Arráiz
Daniel Ocón Arráiz (Logroño, La Rioja, España, 30 de septiembre de 1980) es un árbitro de fútbol español de la Segunda División de España. Pertenece al Comité de Árbitros de La Rioja.

## Trayectoria
Tras seis temporadas en Segunda División, donde dirigió 134 partidos, consigue el ascenso a Primera División de España junto al colegiado andaluz José Luis Munuera Montero y al colegiado tenerifeño Daniel Jesús Trujillo Suárez.
Debutó el 28 de agosto de 2016 en Primera División en un Unión Deportiva Las Palmas contra el Granada Club de Fútbol (5-1).
Tras sólo una temporada en la Primera División de España, desciende a la Segunda División de España en la temporada 2016/17. El último encuentro que dirigió en Primera División fue el Real Club Deportivo Español-Valencia Club de Fútbol (0-1) el 13 de abril de 2017.

## Temporadas
| Categoría            | País   | Año       |
| -------------------- | ------ | --------- |
| Segunda División "B" | España | 2006-2010 |
| Segunda División     | España | 2010-2016 |
| Primera División     | España | 2016-2017 |
| Segunda División     | España | 2017-     |